# Ixias pyrene
Ixias pyrene és una espècie de lepidòpter papilionoïdeu de la família dels pièrids (Pieridae) pròpia del Sud-est asiàtic.

## Descripció
Cara dorsal de les ales groc sofre de color de fons; ala anterior amb la base i la meitat basal de la costa amb profusió de pintes negres, la meitat apical de l'ala negra, amb un gran pegat irregular triangular de color taronja, l'àpex del qual és més o menys arrodonit i rom, el color taronja s'estén cap a l'àpex de la cel·la d'accionament de l'ala s'interromp allí en un punt negre que s'estén de forma difusa cap a l'interior i s'uneix a la barra obliqua negra que forma la base de la zona de color taronja i les venes negres que travessen aquest últim. Ala posterior de color uniforme amb algunes pintes negres a la base extrema; termen amb una vora negra grisenca estret (de vegades inexistent) el qual disminueix el seu gruix en avançar cap a la zona posterior.
Cara inferior de les ales de color groc més fosc, amb baixa densitat de filigrana de línies curtes en to rovelli i punts diminuts. Ala anterior amb l'àrea base i posterior en general, amb un tint pàl·lid viridiscent blanques; filigrana de línies primes i punts diminuts més nombrosos cap a l'àpex i en el termen; interespais 4, 5, 6 i 8 amb una sèrie de punts i taques corbes subapicals petites i arrodonides de color vermellós marró i una taca similar en els discocel·lulars. Ala posterior també amb una taca rovelli marró en els discocel·lulars, seguida per una sèrie de taques postdiscals similars en els interespais 3 a 8, totes o la majoria d'elles amb centre blanc, més grans les taques en interespais 5, 6 i 8, mentre que les de 5 i 6 de vegades coalescent. Les antenes i tòrax anterior de color rovelli marró, tòrax posterior i anterior de l'abdomen negre, cap, tòrax i part inferior de l'abdomen groc.